# Mutationsanalyse
Die Mutationsanalyse wird in der Humangenetik angewandt, um Mutationen ausfindig zu machen und damit festzustellen, ob ein Patient an einer Erbkrankheit leidet oder nicht.

## Methoden der Mutationsanalyse
- SSCP (Single-Stranded Conformation Polymorphism Analysis)
- DHPLC (Denaturing High Performance Liquid Chromatography, selten auch Denaturating HPLC)
- DNA-Chip-Technologie
- Two Dimensional Gene Scanning (TDSG)-Technologie
- Conformation Sensitive Gel Electrophoresis (CSGE)-Technologie